# Pteremis fenestralis
Pteremis fenestralis är en tvåvingeart som först beskrevs av Fallen 1820.  Pteremis fenestralis ingår i släktet Pteremis och familjen hoppflugor. Arten är reproducerande i Sverige. Inga underarter finns listade i Catalogue of Life.